# Szyszkowiec olbrzymi
Szyszkowiec olbrzymi (Smaug giganteus) – gatunek jaszczurki z rodziny jaszczurek kolczastych (Cordylidae). Jest gatunkiem typowym opisanego w 2011 roku rodzaju Smaug.

## Występowanie
Jest endemicznym gatunkiem RPA. 

## Charakterystyka

### Morfologia
Całkowita długość ciała wraz z ogonem sięga 40 cm. Posiada dość dużą głowę, pokrytą regularnymi tarczkami, której tylna krawędź na pograniczu karku otoczona jest przez rząd pojedynczych, dużych, trójkątnych i zachodzących na siebie łusek tworzących coś w rodzaju wieńca. Tułów jaszczurki jest spłaszczony i płynnie przechodzi w gruby, masywny ogon, nieco dłuższy od reszty ciała i niezdolny do autotomii. Odnóża gada są bardzo dobrze rozwinięte. Grzbiet pokryty jest przez szerokie, regularne pierścienie, uformowane przez jednakowo długie, silnie wręgowane, trójkątne łuski tworzące rodzaj twardego, rogowego pancerza. Najdłuższe i najostrzejsze łuski znajdują się na ogonie. Wiele regularnie ułożonych, skierowanych w tył rogowych zadziorków pokrywających całą część grzbietową zwierzęcia przypomina długą, wąską szyszkę, której gad zawdzięcza swoją nazwę. Łuski na części brzusznej są małe, płaskie i delikatne, w związku z czym nie chronią tak dobrze przed urazami jak grzbiet.

### Biotop
Żyje w koloniach. Kopie nory w pylastych glebach na obszarach półpustynnych oraz często występuje na terenach skalistych.

### Zachowanie
Szuka kryjówek w rozpadlinach i szczelinach skalnych. Wciskanie się do nich umożliwia spłaszczony tułów, zaś zadzierzyste łuski grzbietowe zakotwiczają je o stosunkowo gładkie ściany kryjówki i utrudniają drapieżnikowi wyjęcie jaszczurki z ukrycia. W razie niebezpieczeństwa i braku bezpiecznych schronień, szyszkowiec zwija się w najeżony ostrymi łuskami kłębek, szczelnie oplatając całe ciało ogonem i chwytając jego koniec w pyszczek, przytrzymując go dodatkowo przednimi odnóżami. W ten sposób chroni swój delikatny brzuch.

### Rozmnażanie
Szyszkowce olbrzymie są jajożyworodne. Samica rodzi w jednym miocie od 2 do 4 młodych. Młode jaszczurki mające niewykształcony rogowy pancerz, mogą liczyć na schronienie w norze matki.